# Tachygyna proba
Tachygyna proba là một loài nhện trong họ Linyphiidae.
Loài này thuộc chi Tachygyna. Tachygyna proba được Alfred Frank Millidge miêu tả năm 1984.